# Herbert Stein
Herbert Stein (27 de agosto de 1916 - 8 de septiembre de 1999) fue un economista estadounidense, miembro principal del American Enterprise Institute y miembro de la junta de colaboradores de The Wall Street Journal. Fue presidente del Consejo de Asesores Económicos de Richard Nixon y Gerald Ford  De 1974 a 1984, fue profesor de economía A. Willis Robertson en la Universidad de Virginia.

## Biografía

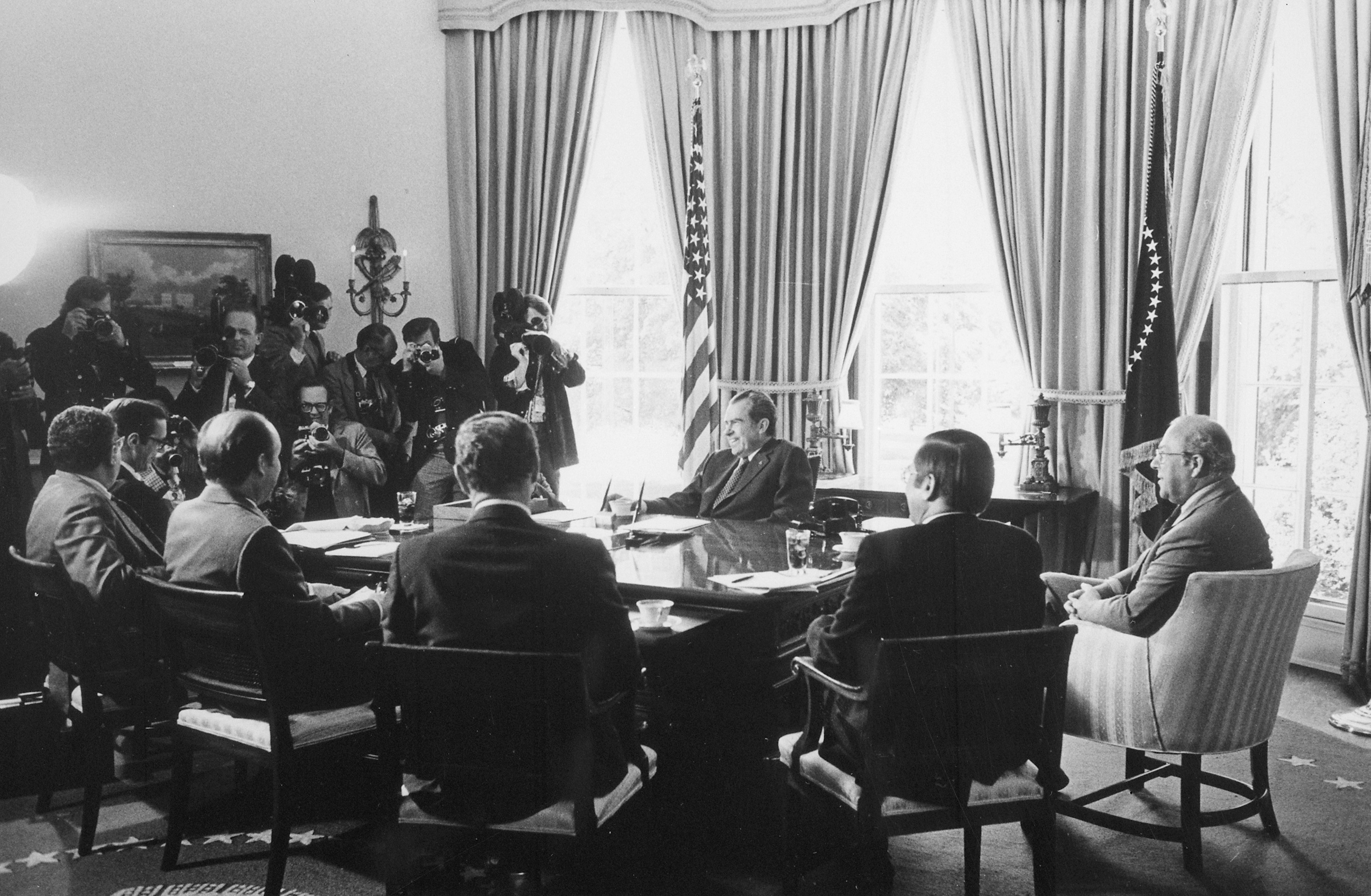
Una reunión de asesores económicos y miembros del gabinete de la administración Nixon el 7 de mayo de 1974. En el sentido de las agujas del reloj desde Richard Nixon: George P. Shultz, James T. Lynn, Alexander M. Haig, Jr., Roy L. Ash, Herbert Stein y William E. Simon.

Stein nació el 27 de agosto de 1916 en Detroit, Míchigan, y su familia se mudó a Nueva York durante la Gran Depresión. Se matriculó en Williams College justo antes de cumplir los 16 años. Después de graduarse con honores de la sociedad Phi Beta Kappa, se fue a Washington D. C., para trabajar como economista en varias agencias. Recibió su doctorado en filosofía en economía de la Universidad de Chicago en 1958.
Stein, quien murió el 8 de septiembre de 1999 en Washington D. C., estaba casado con Mildred Stein, quien murió en 1997 después de 61 años de matrimonio. Es padre del abogado, autor y actor Ben Stein y de la escritora Rachel Stein. Herbert Stein también fue el autor original de la columna de consejos Dear Prudence.

## Opiniones
Stein era conocido como un conservador pragmático y se le conocía como "el conservador de los liberales y el liberal de los conservadores". Fue el autor de La revolución fiscal en América .

En un artículo, Stein escribió que las personas que usaban una "corbata de Adam Smith " lo hacían para
hacer una declaración de su devoción a la idea de mercados libres y gobierno limitado. Sin embargo, lo que destaca en [la obra fundamental de Smith] La riqueza de las naciones es que su santo patrón no era puro ni doctrinario sobre esta idea. Veía la intervención del gobierno en el mercado con gran escepticismo. Consideró su exposición de las virtudes del libre mercado como su principal contribución a la política y el propósito por el cual se desarrolló su análisis económico. Sin embargo, estaba dispuesto a aceptar o proponer salvedades a esa política en los casos específicos en que juzgaba que su efecto neto sería beneficioso y no socavaría el carácter básicamente libre del sistema.
En la lectura que hace Stein de La riqueza de las Naciones se podría justificar la Administración de Drogas y Alimentos, la Comisión de Seguridad de Productos del Consumidor, los beneficios de salud obligatorios para los empleadores, el ambientalismo y los "impuestos discriminatorios para disuadir el comportamiento inapropiado o lujoso".

### Ley de Stein
Stein propuso la Ley de Stein, que expresó en 1986 como "Si algo no puede durar para siempre, se detendrá". Stein observó esta lógica al analizar las tendencias económicas (como el aumento de la deuda federal de EE. UU. en proporción al PIB, o el aumento del déficit de la balanza de pagos internacional, en su análisis): si dicho proceso está limitado por factores externos, no hay urgencia para la intervención del gobierno para detenerlo, mucho menos para hacerlo detener inmediatamente, sino que se detendrá por sí solo. Una paráfrasis, no atribuida a Stein, es "Tendencias que no pueden continuar, no lo harán".